# دی-ترت-بوتیل اتر

دی-ترت-بوتیل اتر (به انگلیسی: Di-tert-butyl ether) یک ترکیب شیمیایی با شناسه پاب‌کم ۲۲۵۴۱ است. شکل ظاهری این ترکیب، مایع بی‌رنگ است.